# Hellenischer Inselbogen

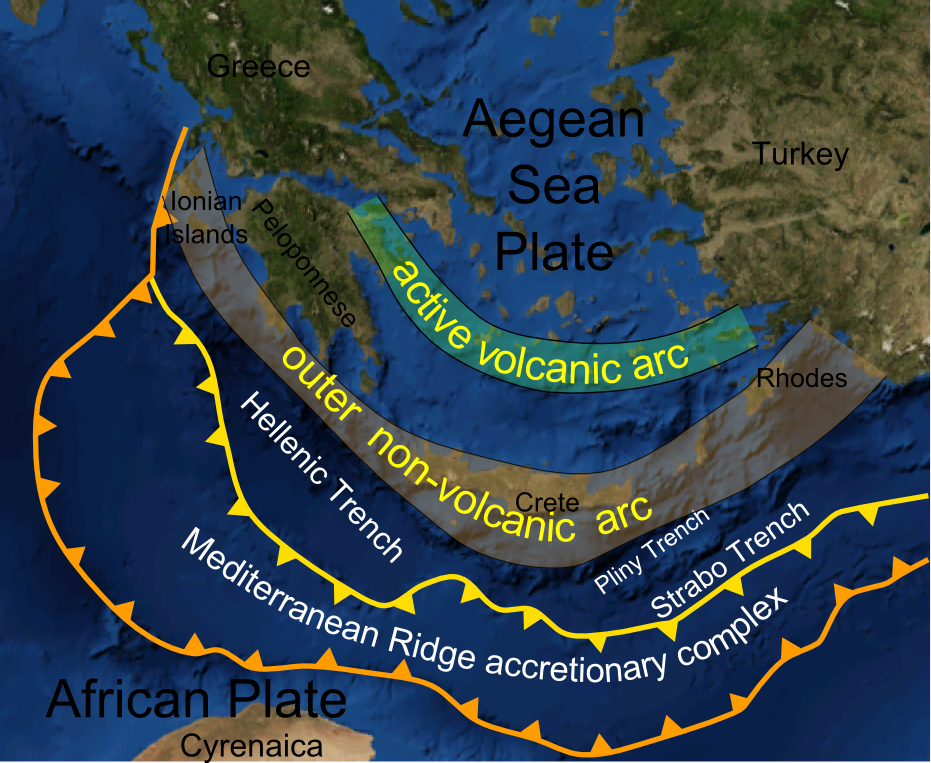
Karte des Hellenischen Inselbogens mit den wesentlichen tektonischen Einheiten.

Der Hellenische Inselbogen oder auch Ägäische Inselbogen, Englisch Hellenic Arc, ist eine im östlichen Mittelmeer gelegene Inselbogen-Struktur, die aus der Subduktion der Afrikanischen Platte unter die Ägäische Platte hervorgegangen ist. Die nordöstlich-südwestliche Relativbewegung der beiden Platten erfolgt mit einer Geschwindigkeit von 50 Millimeter pro Jahr. An der Außenseite des Inselbogens in Richtung Afrika liegt der Hellenische Tiefseegraben, eine durch die Subduktion verursachte Tiefseerinne. Auf der Innenseite befinden sich zwei voneinander getrennte Bögen – ein nichtvulkanischer äußerer und ein vulkanischer innerer Bogen, der Kykladenbogen. Die nördlich anschließende Ägäis bildet ein an der Innenseite des Inselbogens gelegenes Randmeer.

## Geografische Ausdehnung
Der Hellenische Inselbogen erstreckt sich von den Ionischen Inseln im Westen Griechenlands bis nach Rhodos im Osten, wo er an den Zypernbogen anschließt.

## Hellenischer Tiefseegraben
Der Hellenische Tiefseegraben, auch Kretischer Tiefseegraben (engl. Hellenic Trench), ist nicht der topografische Ausdruck der eigentlichen Subduktionszone, sondern bildet vielmehr den sedimentuntersättigten Abschnitt des Forearc-Beckens. Der Mittelmeerrücken (engl. Mediterranean Ridge), der die Südseite dieser Tiefseerinne demarkiert, ist ein an der frontalen Subduktionszone entlanglaufender Akkretionskeil. Die Nordgrenze des Mittelmeerrückens zum Tiefseegraben wird von einer bedeutenden Rücküberschiebung gekennzeichnet. Der Hellenische Tiefseegraben ist am deutlichsten im Westteil der Bogenstruktur ausgebildet, weiter im Osten teilt er sich in den Plinius- und in den Strabograben.
Der hellenische Graben entsteht durch die Kollision zwischen der Eurasischen und Afrikanischen Kontinentalplatte. Letztere bildet einen großen Teil des Bodens des Ionischen Meeres zwischen Sizilien und dem südlichen Italien im Westen und den ionischen Inseln und dem griechischen Festland im Osten. Aufgrund der Spannungen zwischen den kollidierenden Kontinentalplatten kommt es wiederholt zu Erdbeben. Eine weitere Folge der Plattenkollision ist der hellenische Graben als Vertiefung der Erdkruste, die im Ionischen Meer westlich, südwestlich und südlich von Zakynthos Tiefen von bis zu 5.000 m erreicht und zu den tiefsten Stellen des Mittelmeeres gehört.

## Nichtvulkanischer Bogen
Der Nichtvulkanische Bogen, auch Nichtvulkanischer Kretischer Bogen (englisch Outer Non-Volcanic Arc), stellt eine topografisch hochgelegene Zone dar, die über die gesamte Bogenlänge zu verfolgen ist. An den über den Meeresspiegel ragenden Abschnitten bildet er die Ionischen Inseln, Kreta und Rhodos. Er ist der herausgehobene Teil des Forearcs und die ostwärtige Fortsetzung der Ionischen Zone der Helleniden auf dem griechischen Festland.

## Kykladenbogen
Der auf der Innenseite gelegene, 20 bis 40 Kilometer breite, vulkanische Kykladenbogen (englisch Inner Volcanic Arc oder South Aegean Volcanic Arc) erstreckt sich über 450 Kilometer von Methana an der Ostküste des Peloponnes bis nach Nisyros und Bodrum an der türkischen Küste. Er baut sich aus einer Reihe von zur Ruhe gekommenen bzw. noch aktiven Vulkaninseln auf – wie beispielsweise Santorin, dem Herd des katastrophalen minoischen Ausbruchs von 1620/1520 v. Chr., ferner Ägina, Milos, Gyali und Kos. Gefördert wurden Andesite, Dazite und Rhyolithe.

## Geodynamische Entwicklung
Die heutige geometrische Anordnung des Hellenischen Inselbogens ist auf das nach Süden gerichtete Wandern der Subduktionszone zurückzuführen. Diese südwärtige Verlagerung bewirkte eine Dehnung sowohl parallel als auch perpendikulär zur Streichrichtung des Inselbogens.

## Seismik
Der Hellenische Inselbogen ist eine der aktivsten Erdbebenzonen im westlichen Eurasien. In den letzten hundert Jahren seismischer Instrumentaufzeichnungen wurden hier regelmäßig Erdbeben der Stärke 7 gemessen. Zwei historische Beben, das Erdbeben vor Kreta 365 und das Erdbeben vor Kreta 1303, erreichten sogar die Stärke 8.